# Acid antranilic
Acidul antranilic (acidul o-aminobenzoic) este un acid aromatic cu formula chimică moleculară C6H4(NH2)(CO2H). Molecula sa este alcătuită dintr-un nucleu benzenic substituit cu o grupă carboxil și o grupă amino în poziția orto, astfel că este un compus cu caracter amfoter. Este un solid alb și are un gust dulceag.